# Tân Biên (Đồng Nai)
Tân Biên is een phường van Biên Hòa, de hoofdstad van de provincie Đồng Nai.